# Le Cœur de la baleine bleue
 (août 2023).
Si vous disposez d'ouvrages ou d'articles de référence ou si vous connaissez des sites web de qualité traitant du thème abordé ici, merci de compléter l'article en donnant les références utiles à sa vérifiabilité et en les liant à la section « Notes et références ».
Le Cœur de la baleine bleue est le troisième roman de l'écrivain Jacques Poulin.

## Résumé
Il raconte l'histoire d'un homme, dans le Vieux-Québec, s'étant fait greffer le cœur d'une petite fille lors d'une opération, rencontrant une adolescente révoltée dans la rue et, parallèlement, vivant une rupture avec sa femme qui a un amant.